# Odprto prvenstvo Anglije 2013
Odprto prvenstvo Anglije 2013 je teniški turnir za Grand Slam, ki je med 24. junijem in 7. julijem 2013 potekal v Londonu.

## Moški posamično
Andy Murray :  Novak Đoković, 6–4, 7–5, 6–4

## Ženske posamično
Marion Bartoli :  Sabine Lisicki, 6–1, 6–4

## Moške dvojice
Bob Bryan /  Mike Bryan :  Ivan Dodig /  Marcelo Melo, 3–6, 6–3, 6–4, 6–4

## Ženske dvojice
Hsieh Su-wei /  Peng Šuai :  Ashleigh Barty /  Casey Dellacqua, 7–6(7–1), 6–1

## Mešane dvojice
Daniel Nestor /  Kristina Mladenovic :  Bruno Soares /  Lisa Raymond, 5–7, 6–2, 8–6